# Anipocregyes
Anipocregyes is een kevergeslacht uit de familie van de boktorren (Cerambycidae). De wetenschappelijke naam van het geslacht werd voor het eerst geldig gepubliceerd in 1939 door Breuning.

## Soorten
Anipocregyes omvat de volgende soorten:
- Anipocregyes laosensis Breuning, 1965
- Anipocregyes multifasciculatus Breuning, 1939